# Seznam finskih letalskih asov druge svetovne vojne
Seznam finskih letalskih asov druge svetovne vojne.

## 50+
Ime Priimek Zračne zmage
- Eino Ilmari Juutilainen          94,17
- Hans  Henrik Wind                  75
- Eino Antero Luukkanen              56

## 30 - 50
Ime Priimek Zračne zmage
- Urho Sakari Lehtovaara             44.5
- Oiva Emil Kalervo Tuominen         44
- Risto Olli Petter Puhakka         42
- Olavi Kauko Puro                   36
- Nils Edvard Katajainen             35.5
- Lauri Vilhelm Nissinen             32.33
- Kysti Keijo Ensio Karhila          32.25
- Jorma Karhune                     31.5

## 20 - 30
Ime Priimek Zračne zmage
- Emil Onerva Vesa                   29.5
- Turo Tapio Jrvi                    28.5
- Klaus Jalmari Alakoski             26
- Altto Kalevi Tervo                 23.25
- Jorma Kalevi Saarinen              23
- Eero Aulis Kinnunen                22.5
- Antti Johannes Tani                21.5
- Urho Paavo Johannes Myllyl         21

## 15 - 20
Ime Priimek Zračne zmage
- Vin Ilmari Suhonen                 19.5
- Viktor Pytsi                       19.5
- Erik Uolevi Teromaa                19
- Lauri Olavi Pekuri                18.5
- Jouko Armas Antero Huotari         17.5
- Yrj Olavi Turkka                   17.5
- Jorma Kalevi Sarvanto              16.83
- Aulis Lumme                        16.5
- Eero Juhani Riihikallio            16.5
- Eero Martti Olavi Halonen          16

## 10 - 15
Ime Priimek Zračne zmage
- Martti Aslak Alho                  15
- Aaro Eerikki Nuorala               14.5
- Heimo Olavi Lampi                  13.5
- Pekka Johannes Kokko               13.33
- Yrj Armas Pallasvuo                12.83
- Per Erik Sovelius                  12.75
- Lasse Erik Aaltonen                12.67
- Urho Kaarlo Sarjamo                12.5
- Onni Kullervo Paronen              12.5
- Eino Eero Sakeus Koskinen          12.5
- Ahti Tauno Ilmari Laitinen         12
- Leo Ahokas                        12
- Iikka Veikko Trrnen               11.25
- Urho Abraham Nieminen              11
- Hemmo Kullervo Leino               11
- Niilo Johannes Erkinheimo          10.75
- Martti Tauno Johannes Kalima       10.5
- Kai Kalevi Johannes Metsola        10.5
- Eino Iisakki Peltola               10.5
- Kullervo Lahtela                   10.25
- Veikko Johannes Karu               10
- Mikko Pasila                       10

## 5 - 10
Ime Priimek Zračne zmage
- Mauno Ilmari Kirjonen - 9.75
- Paavo David Berg - 9.5
- Viljo Ilmari Kauppinen - 9.5
- Jaakko Juho Hillo - 8
- Ture Allan Nestor Mattila - 8
- Joel Adiel Savonen - 8
- Martti Olavi Kalervo Inehmo - 8
- Erik Edvard Lyly - 8
- Aulis Nathanael Bremer, Aulis Nathanael - 7.5
- Valio Valfrid Porvari - 7.5
- Lauri Olavi Jutila - 7.5
- Nils Rudolf Trontti - 7
- Vin Johannes Virtanen - 7
- Toivo Tomminen - 6.5
- Tatu Mauri Huhanantti - 6
- Aarre Pivi Linnamaa - 6
- Pauli Erik Salminen - 6
- Kelpo Jalmari Taimi Virta - 6
- Onni Ilmari Avikainen - 6
- Lars Paul Erich Hattinen - 6
- Matti Ensio Durchman - 6
- Pentti Emil Nurminen - 5.83
- Aimo Emil Gerdt - 5.83
- Sakari Heikki Ikonen - 5.75
- Gustaf Erik Magnusson - 5.5
- Osmo Kalervo Kauppinen - 5.5
- Lauri Johannes Lautamki - 5.5
- Mauno Mikael Frntil - 5.5
- Kosti Rauni Keskinummi - 5.5
- Paavo Kullervo Mellin - 5.5
- Veikko Toivo Rimminen - 5.33
- Aaro Jaakko Kiljunen - 5.33
- Pentti Teodor Tilli - 5.17
- Erkki Olavi Ehrnrooth - 5
- Jouko Jalo Myllymki - 5
- Veikko Arvid Evinen - 5
- Vilppu Mikael Lakio - 5
- Kim Konrad Lindberg - 5
- Pauli Aatos Massinen - 5
- Atte Eirik Olavi Nyman - 5
- Vin Nikolai Pokela - 5
- Jaakko Olavi Kajanto - 5
- Arvo Ilmari Koskelainen - 5